# Świnka Gordy
Świnka Gordy (ang. Gordy) – amerykański film familijny z 1995 roku rozpowszechniany przez Miramax Studio.

## Obsada
- Doug Stone – Luke MacAllister
- Kristy Young – Jinnie Sue MacAllister
- Tom Lester – kuzyn Jake
- Deborah Hobart – Jessica Royce
- Michael Roescher – Hanky Royce
- James Donadio – Gilbert Sipes
- Ted Manson – Henry Royce
- Tom Key – Brinks
- Jon Kohler i Afemo Omilami – Dietz i Krugman

### Głosy
- Justin Garms – Gordy
- Hamilton Camp – ojciec Gordy’ego i kogut Richard
- Jocelyn Blue – matka Gordy’ego
- Frank Welker – narrator
- Tress MacNeille – Wendy, kolega Richarda
- Earl Boen – Minnesota Red
- Frank Soronow – krowa Dorothy
- Billy Bodine – prosiątko
- Blake McIver Ewing – prosiątko
- Julianna Harris – prosiątko
- Sabrina Weiner – prosiątko
- Heather Bahler – prosiątko
- Jim Meskimen – Bill Clinton